# 侯森
侯森（1989年6月30日—）是一名中国足球运动员，司职守门员，现在效力于中国足球超级联赛球队北京国安。

## 职业生涯
侯森于2005年8月至2006年12月效力于北京国安少年队，2007年起进入北京国安青年队。 2009年，侯森进入北京国安一线队名单，担任杨智和张思鹏的替补。2012年初，杨智在第34屆省港盃代表广东队的比赛中受伤，侯森暂时成为球队的一号门将。2012年3月6日，他在2012年亚足联冠军联赛小组赛首轮北京国安客场1比2不敌蔚山现代的比赛中首发出场，首次代表北京国安在正式比赛出场。7月份，随着杨智的伤愈复出，他又成为球队的替补门将。
2018赛季，由于杨智受伤，池文一到队时间较晚，侯森在该年中超前十轮一直首发登场，但郭全博在第11轮登场后成为国安新一代主力门将，侯森再次成为替补，赛季后期偶有首发机会。2019年，侯森在冬训期间受伤，该年7月伤愈复出。
2022年1月，凭借联赛中稳定而出色的表现，侯森首次入选国家队，此时他已经32岁。
2023赛季是侯森在北京国安的第16个赛季。他也因此超越了杨智，成为国安队史效力时间最长的门将。